# Sollerøya
(Store) Sollerøya je otok u jezeru Femunden u općini Engerdal u norveškom okrugu Innlandet. Površina otoka je cca. 2,25 km², a najviša točka je na 716 m nadmorske visine, odnosno je 54 m iznad razine vode jezera. To je najveći otok u Femundenu i nenaseljen je. Koristi se, između ostalog, za obuku pasa ptičara u školi za pse ptičare koja se nalazi u Sømådalenu.

## Vanjske poveznice
|  | Zajednički poslužitelj ima još gradiva o temi Sollerøya |